# Jozef Dubiel
Jozef Dubiel [jozef duběl] (15. října 1935 – březen 1995) byl slovenský fotbalový útočník.

## Hráčská kariéra
V československé lize hrál v 50. a 60. letech za Lokomotívu Košice, aniž by skóroval. V roce 1953 se stal dorosteneckým mistrem Československa. Ve druholigové sezoně 1960/61 postoupil s Dynamem Žilina do I. ligy.

### Prvoligová bilance
| Ročník          | Zápasy | Góly | Minuty | Klub              |
| --------------- | ------ | ---- | ------ | ----------------- |
| I. liga 1953    | 7      | 0    | –      | Lokomotíva Košice |
| I. liga 1965/66 | 1      | 0    | 90     | Lokomotíva Košice |
| CELKEM I. LIGA  | 8      | 0    | –      |                   |